# Glossosoma disparile
Glossosoma disparile is een schietmot uit de familie Glossosomatidae. De soort komt voor in het Palearctisch gebied.